# Nori (enano)
Nori es un personaje ficticio creado por el escritor británico J. R. R. Tolkien para su novela El hobbit. Se trata de un enano de la Casa de Durin, nacido en las Ered Luin. Tolkien no precisó su año de nacimiento ni el de su muerte. 
En 2941 de la Tercera Edad del Sol se integró en la compañía de enanos formada por Thorin Escudo de Roble para embarcarse en la misión de recuperar el «Reino Bajo la Montaña», situado bajo Erebor, de las garras del dragón Smaug el Dorado. Una vez recuperado el reino se quedó a vivir allí.
Tenía dos hermanos llamados Dori y Ori, y eran parientes remotos de Thorin. Su capucha era morada, tocaba la flauta, y él era muy aficionado a las comidas regulares y abundantes, como su amigo el hobbit, Bilbo Bolsón.
Nori luchó y sobrevivió en la Batalla de los Cinco Ejércitos y volvió al reino de la Montaña Solitaria donde se estableció y se enriqueció junto a sus hermanos. Sobrevivió hasta la época del Concilio de Elrond y la Guerra del Anillo. Durante la Guerra del Anillo, Nori todavía vivía en la Montaña Solitaria, y, posiblemente, luchó en la Batalla de Valle contra los orientales. La fecha de su muerte es desconocida.

## Cine
El las películas de Peter Jackson, Nori es interpretado por Jed Brophy.